# 德意志瓦格拉姆
德意志瓦格拉姆（德語：Deutsch-Wagram，德語發音：[ˈvaːɡʁam] ⓘ）是奧地利下奧地利州根瑟恩多夫县的一个市镇，位於該國東北部，距離首都維也納約15公里，面積30.61平方公里，海拔高度159米，截至2018年1月1日总人口为8,651人。